# Serpentine (videogioco)
Serpentine è un videogioco con protagonisti dei serpenti che si mangiano a vicenda all'interno di un labirinto, pubblicato nel 1982 per Apple II, Atari 8-bit, Commodore 64, Commodore VIC-20 e PC IBM (PC booter) dalla Brøderbund.

## Modalità di gioco
Il giocatore controlla un serpente in un labirinto visto dall'alto a schermata fissa, con pareti orizzontali e verticali. Inizialmente il serpente è molto corto, ma può aumentare la propria lunghezza un segmento alla volta mangiando le rane che compaiono casualmente e vagano all'interno del labirinto, fino a un massimo di sette segmenti. Tuttavia, più è lungo e meno è veloce. I controlli del giocatore sono limitati al movimento nelle quattro direzioni e si può anche invertire la direzione ripassando sopra la propria coda.
I nemici sono altri serpenti, simili al protagonista nell'aspetto e nel modo di muoversi, ma di diverso colore e inizialmente di lunghezza maggiore. A differenza del giocatore non invertono mai la direzione di marcia, ma possono sovrapporsi tra loro. Se ci si scontra con la testa dei nemici si perde una vita, mentre se il protagonista raggiunge la loro coda può rosicchiarli un segmento alla volta. Quando un serpente nemico diventa più corto di quello del giocatore cambia colore e a quel punto può essere eliminato anche raggiungendolo frontalmente, nel qual caso si vince anche un segmento. Allo stesso modo però i nemici possono rosicchiare la coda del protagonista e riprendere lunghezza mangiando le rane.
I nemici depongono occasionalmente delle uova, che se non vengono mangiate in tempo dal protagonista si schiudono e generano un nuovo serpente nemico. Anche mangiare un uovo fa ottenere un segmento, mentre deporlo lo fa perdere. Anche il protagonista, in modo non controllabile dal giocatore, può deporre un uovo, e se questo non viene mangiato ai nemici o dalle rane fino alla fine del livello, si vince una vita.
Per completare un livello bisogna eliminare tutti i nemici, a quel punto si passa a un nuovo livello con avversari più agguerriti e conformazione del labirinto diversa.